# Lago Waginger
El lago Waginger (en alemán: Waginger See) es un lago situado en la región administrativa de Alta Baviera —junto a la frontera con Austria—, en el estado de Baviera (Alemania), a una elevación de 441 metros; tiene un área de 900 hectáreas. 